# UHC Trimbach
Der UHC Trimbach ist ein Unihockeyclub aus der gleichnamigen Ortschaft Trimbach im Kanton Solothurn. Die Damenmannschaft spielt in der Nationalliga B.

## Geschichte

### Steiler Aufstieg
Die Damen des UHC Trimbach spielten lange Zeit Unihockey in der Regionalliga. Zur Saison 2011/12 nahmen die Damen erstmals an einer nationalen Meisterschaft teil. Sie stiegen in der damaligen tiefsten Kleinfeld-Liga, der 2. Liga, ein. Zur Saison 2013/14 wurde erstmals eine Mannschaft auf dem Grossfeld angemeldet. Zwei Jahre später gelang den Trimbacherinnen mit 24 Punkten der Aufstieg in die nächsthöhere Liga. Wiederum eine Saison später schaffte der UHC Trimbach mit einem jungen Kader den Sprung in die Nationalliga B.